# Cornelia Camichel Bromeis
Cornelia Camichel Bromeis (* 16. Dezember 1970) ist eine Schweizer reformierte Pfarrerin.

## Leben
Cornelia Camichel wuchs zweisprachig deutsch und rätoromanisch im bündnerischen Tiefencastel auf, besuchte das Lehrerseminar in Chur und unterrichtete zwei Jahre an der Gesamtschule in Guarda. Danach studierte sie Theologie in Basel, Bern und Freiburg und war Pfarrerin in Chur und Davos-Platz, bevor sie 2021 nach Zürich wechselte. Sie ist mit Ernst Bromeis verheiratet und hat drei Kinder.
Sie wurde auch bekannt als Sprecherin des «Pled sin via», des rätoromanischen «Worts zum Sonntag» von Radiotelevisiun Svizra Rumantscha.
Camichel war von 2007 bis 2013 Kirchenrätin der Evangelisch-reformierten Landeskirche Graubünden und wurde im Juni 2014 zur ersten Bündner Dekanin gewählt. Sie stand vom 1. Januar 2015 bis Juli 2021 der Bündner Synode vor und war ex officio wieder Mitglied des Kirchenrates.
Ab August 2021 übernahm sie ein Pfarramt in der Kirchgemeinde Zürich, wo ihr Amtsschwerpunkt in der Altstadtkirche St. Peter liegt.
Weiter gehört sie seit 2016 dem Vorstand der Reformierten Medien an, dem Medienunternehmen der Deutschschweizer reformierten Kirchen.